# Kaplica dworska w Karniowicach
Kaplica dworska pw. św. Marii Magdaleny – kaplica dworska znajdująca się w Karniowicach, w gminie Zabierzów, w województwie małopolskim.
Obiekt został wpisany do rejestru zabytków nieruchomych województwa małopolskiego.

## Historia
Kaplica została wzniesiona na początku XVII w. przez krakowskiego rajcę i aptekarza, Jerzego Pipana, konsekrowana w 1624 roku. Kolejny właściciel Karniowic, kanonik krakowski Stanisław Wojeński kaplicę odnowił, fundując nowy ołtarz z obrazem w obramieniu z czarnego marmuru, zachowane do dziś: kropielnicę i stopnie przed ołtarzem. Nadając jej charakter kommemoratywny, umieścił w niej kilka tablic pamiątkowych:
- tablica upamiętniająca fundację Jerzego Pipiana;
- napis o złożeniu w kaplicy w 1666 r. przez biskupa krakowskiego Mikołaja Oborskiego relikwii świętych: Antonina, Grzegorza i Cyriaka;
- pamięci księdza Piotra Paczanowskiego, prowincjała jezuitów zmarłego w 1667;
- pamięci Jakuba Chrostowicza, doktora praw, zmarłego w 1665;
- pamięci Achacego Pisarskiego, starosty wolbromskiego poległego pod Chocimiem w 1673;
- pamięci Jerzego Sebastiana Lubomirskiego, zmarłego w 1667.

W specjalnie na ten cel wzniesionej krypcie pod kaplicą złożono w 1839 r. zwłoki kolejnego właściciela, Maksymiliana Bartynowskiego, przez co stała się ona mauzoleum. W 1877 r. umieszczono tablicę pamięci Emilii Oesterle, żony hrabiego Stanisława Mieroszowskiego.

## Architektura
Manierystyczna kaplica została wzniesiona na rzadko spotykanym planie sześcioboku, nakryta kopułą z latarnią. Była odnowiona w 1666 r. przez ks. Wojeńskiego, następnie w 1838, wreszcie została gruntownie odrestaurowana przez Stanisława Mieroszowskiego w 1859, co zostało upamiętnione kolejną tablicą. Ostatni raz kaplica była odnawiana przez obecnych właścicieli w latach 2009–2011. Podczas tej konserwacji odkryto oryginalny wystrój malarski kaplicy oraz przebadano kryptę.